# Nokia 6600 fold

6600 fold este un telefon mobil dezvoltat de firma Nokia. Rulează pe sistemul de operare propriu Series 40.

## Design
Telefonul este extrem de compact cu doar 15.9 mm și o greutate de 110 grame. Telefonul e disponibil în trei culori negru și roz. Clapeta stă închisă datorită unor mici magneți care se află în interior, deasupra ecranului și sub tastatură. Magneții sunt colorați și bine mascați.
Iar deschiderea se face apăsând un buton pe partea dreaptă.

## Conectivitate
Nokia 6600 fold oferă ca conectivitate Bluetooth 1.1 și miniUSB. Conexiunea la internet se pate realiza prin GPRS, EDGE și 3G.

## Multimedia
Telefonul suportă formatele audio MP3, MIDI, AAC, AAC+, MP3 și video 3GP și MP4. Are radio FM cu RDS, un egalizator grafic, o caracteristică de extindere stereo și Bluetooth cu suport A2DP pentru căști stereo.
Este dotat cu o cameră de 2 megapixeli cu un zoom digital de 8x și bliț LED.
Are suport pentru card microSD include un card de 512 MB cu capacitatea maximă de 4 GB și are memoria internă de 15 MB.

## Caracteristici
- GPRS, EDGE și 3G și bandă dublă UMTS
- Ecran de 2.13 inchi OLED QVGA cu rezoluția 128 x 160 pixeli
- Ecranul secundar de 1.36 inchi
- Slot card microSD
- Bluetooth și Infraroșu
- Radio FM
- Nokia Maps pentru S40
- Camera de 2 megapixeli
- Bazat pe S40 UI a cinea ediție cu Feature Pack 1